# Jassargus cylindrius
Jassargus cylindrius är en insektsart som beskrevs av Singh 1969. Jassargus cylindrius ingår i släktet Jassargus och familjen dvärgstritar. Inga underarter finns listade i Catalogue of Life.